# Bonifatius av Canossa
Bonifatius III av Toscana, död 1052, var en italiensk monark. Han var regerande markgreve i Toscana mellan 1027 och 1052.